# Дхармапала, Анагарика
Анагарика Дхармапала (17 сентября 1864, Коломбо, Британский Цейлон — 29 апреля 1933) — общественный и религиозный деятель Шри-Ланки, писатель. Был одним из основателей и сингальского буддийского национализма. Национальный герой Шри-Ланки.

## Биография
Родился в Коломбо в богатой семье торговца, родители были сингалы-буддисты. Получил европейское образование как Давид Хевавитарне в британских христианских миссиях. Учась, одновременно посещал буддийских монастырских учителей.
В 20 лет Дхармапала принял обет безбрачия и поселился в резиденции Теософского общества, с руководителем которого полковником Олкоттом путешествовал в качестве переводчика. Встречался с Е. П. Блаватской.
Дхармапала был пионером в возрождении буддизма в Индии и первым современным буддистом, проповедовавшим Дхарму на трёх континентах: Азии, Северной Америке и Европе. Вместе с Генри Стилом Олкоттом и Еленой Блаватской, создателями Теософского общества, он был главным реформатором и деятелем возрождения цейлонского буддизма и очень важной фигурой в распространении буддизма на Западе. Он является основателем Общества Махабодхи, организации, занимающейся опекой над священными для буддизма местами в Индии и Непале. Дхармапала является одним из самых почитаемых буддистами людей XX века, на родине почитается как национальный герой в борьбе за независимость и возрождение традиций.